# Bassori (Niger)
Bassori (auch: Basori) ist ein Dorf in der Landgemeinde Bouné in Niger.

## Geographie
Das von einem traditionellen Ortsvorsteher (chef traditionnel) geleitete Dorf befindet sich rund 32 Kilometer östlich des Hauptorts Bouné der gleichnamigen Landgemeinde, die zum Departement Gouré in der Region Zinder gehört. Zu weiteren Siedlungen in der Umgebung von Bassori zählen Guirsilik im Osten und Karguéri im Süden.
Bassori liegt in der Zone der fruchtbaren Mulden von Maïné-Soroa. Es herrscht das Klima der Sahelzone vor, mit einer durchschnittlichen jährlichen Niederschlagsmenge zwischen 300 und 400 mm.

## Bevölkerung
Bei der Volkszählung 2012 hatte Bassori 656 Einwohner, die in 121 Haushalten lebten. Bei der Volkszählung 2001 betrug die Einwohnerzahl 534 in 97 Haushalten und bei der Volkszählung 1988 belief sich die Einwohnerzahl auf 568 in 129 Haushalten.

## Wirtschaft und Infrastruktur
Im Dorf wird ein Wochenmarkt abgehalten. Der Markttag ist Samstag. Eine Getreidebank wurde in den 1980er Jahren etabliert. Das Weidegebiet von Bassori wird während der von Juli bis September dauernden Regenzeit von Fulbe-Viehzüchtern genutzt.
Es gibt eine Schule im Ort. Das nigrische Unterrichtsministerium richtete 1996 gemeinsam mit dem Welternährungsprogramm der Vereinten Nationen zahlreiche Schulkantinen in von Ernährungsunsicherheit betroffenen Zonen ein, darunter eine für Nomadenkinder in Bassori. Als staatliche islamische Schule für Kinder wurde 2007 außerdem eine Medersa gegründet.